# Тулешева, Люция Хажгалиевна
Люция Хажгалиевна Тулешева (каз. Люция Хажығалиқызы Төлешова; 22 мая 1941, Астрахань, РСФСР, СССР — 3 августа 2021, Алма-Ата) — советская и казахская камерная певица, музыкальный педагог, заслуженная артистка Казахстана.
Основатель и профессор кафедры эстрадного вокала КазНАИ имени Т. Жургенова (1995—2021).

## Биография
Родился 22 мая 1941 года в Астрахани.
В 1962 году окончила Алматинское музыкальное училище имени П. И. Чайковского. Во время учёбы в Училище пела в капелле под руководством А. В. Молодова.
После окончания музыкального училища в 1962 году поступила в Московский Государственный музыкально-педагогический институт имени Гнесиных, который успешно окончила (под руководством Ирины Николаевны Сперанской и Олега Драгомировича Бошняковича).
После окончания института она вернулся в Алматы, где выступала на сцене солистом театра оперы и балета имени Абая. В репертуаре оперы Аида и Чио-Чио-сан и песни из произведений композиторов Казахстана «Ер Таргын», «Кыз-Жибек». В 1969 году в новом ансамбле «Гульдер» активно участвовала в подготовке певцов в качестве учителя вокала, подготовил группы певцов: Народный артист РК Кайрат Байбосынов, заслуженная артистка РК Капаш Кулышева, лауреат международных конкурсов Бахыт Шадаева и др.
В 1970 году по приглашению композитора, заслуженного деятеля искусств Казахской ССР Мансура Сагатова была принята в качестве солиста Государственного телерадио комитета, виртуозно исполняла песни разных жанров и пополняла «золотой фонд» Казахского радио. Вместе с коллегами Рашид Мусабаев, Суат Абусеитов, Зейнеп Койшыбаева, Гульвира Разиева, Венера Кармысова, Ескендир Хасангалиев, Нургали Нусипжанов внесли неоценимый вклад в развитие казахского искусства.
С 1995 по 2021 год — основатель и профессор кафедры эстрадного вокала КазНАИ имени Т. Жургенова; за годы работы выпустила несколько десятков студентов. Среди них лауреаты международных и республиканских конкурсов:
- Толкын Забирова (заслуженный деятель РК, профессор);
- Гаухар Каспакова (лауреат премии союза молодёжи Казахстана);
- Сакен Майгазиев (заслуженный деятель РК);
- Бахыт Шадаева (заслуженный деятель РК);
- Алишер Каримов (заслуженный деятель РК);
- Молдир Ауелбекова (кавалер ордена «Курмет») и др.;

## Творчество
Одна из особенностей Люции Кажгалиевны состоит в том, что она умела с особым чувством исполнять русские романсы, а также песни-романсы композиторов Казахстана. Кроме того, она — виртуозная певица, сумевшая передать патриотические песни в своих красках. Более 400 песен в ее исполнении хранятся в «Золотом фонде» Казахского радио.
С гастролями неоднократно выступала на центральных телеканалах в Москве, на сценах Минска, Киева, Кишинёва. Она также внесла большой вклад в пропаганду казахской эстрады в Грузии, Армении, Азербайджане, странах Балтии, Чехословакии, Германии, Финляндии.

## Награды
- Почётная Грамота Верховного Совета Казахской ССР и Министерство культуры КазССР и СССР;
- Заслуженная артистка Казахстана;
- Нагрудный знак МОН РК «Отличник образования РК»;
- Нагрудный знак МОН РК «Почётный работник образования РК»;
- Медаль «25 лет независимости Республики Казахстан» (2016);
- Указом президента РК от 5 декабря 2017 года награждена орденом «Курмет» — за большой вклад в отечественную музыкальную педагогику и самоотверженный труд в воспитании подрастающего поколения.;

## Семья
Муж — Амангельды Смагулов (чемпион мира по самбо, дзюдо. Мастер спорта СССР, заслуженный тренер Республики Казахстан);